# 民国日报
《民国日报》是在上海租界内的一份报纸。由陳其美等人创立于1916年1月22日，主编为叶楚伧、邵力子，是中華革命黨的主要报纸，后来成为中國國民黨的党报。《民国日报》改报馆经理包揽大权之先例，首创总编辑负责制，对报刊运营进行负责。
创刊时，以反对袁世凯为宗旨，积极支持护法运动，批判北洋政府。五四运动中，敦促社会各界罢工罢市斗争，在随后的新文化运动中立场激进，探讨男女平等、妇女解放、马克思列宁主义等议题。孙中山逝世后，转为西山会议派控制，引国民党中央于1926年处分改组该报。四一二政变后，政论表达上与南京国民政府高度统一。1932年，因为日军指控其对天皇用语不敬，被公共租界工部局关闭，成为一·二八事变导火索。事变后，以《民报》重新出版至1937年淞沪会战，战后重新以《民国日报》名义出版至1947年1月。
上海《民国日报》在1916-1932年间对中国社会有着重大影响，《大公报》、《申报》和《益世报》一同被称为“民国四大报刊”之一。其〈觉悟〉副刊，是新文化运动时期的四大副刊之一。1920年代，中国众多省、市、县的中国国民党地方党部创办本地的《民国日报》，成为地方党部的机关报。

## 发展历史

### 反袁斗争
《民国日报》由陳其美等人由1916年1月22日创刊于上海法租界，主编为叶楚伧、邵力子，是中華革命黨的主要报纸。创刊时以“讨袁”为主旨，其发刊辞开首便写道：
帝制独夫暴露之春，海内义师义起之日，吾《民国日报》谨为全国同胞发最初之辞曰：专制无不乱之国，篡逆无不诛之罪；苟安非处卫之计，姑息非行义之道。今疮痍未平，山河垂破，元憝不除，灭亡朝夕，吾同胞疾首蹙额，非自今始，然犹不攘臂自拔者何哉？ ！
在后续报道中，该报持续用“独夫”来称呼袁世凯，形容其政府为“恶政府”，批评其复辟行为为“神奸窃国”，并用“大登殿”来讽刺其登基的闹剧，斥责其无耻。袁世凯去世后，该报继续以贬义词汇如“恶贯满盈之袁世凯”、“袁逆”、“袁贼”来称呼他，对其死亡表现出一种释然的态度，认为这为中国民众带来了新的生机。1916年3月，袁世凯称帝失败后，《民国日报》积极配合孙中山领导的护法运动，批判北洋军阀政府。《民国日报》将护法军将其称为“义军”，并连续刊登了《西南义军纪闻》。该报还特别报道了同盟会元老、国民党创始人宋教仁逝世三周年纪念日，通过缅怀逝者的方式抨击袁氏政权。创刊不到四个月，1916年5月18日，陳其美遇害于上海萨坡赛路。

### 新文化运动
五四运动时期，《民国日报》支持国民党反对各路军阀，目的是建立国民政府。1919年5月6日，上海《民国日报》以头版头条位置刊出北京专电，宣传北京的学生运动，即五四运动，特别印制了曹汝霖的头像，并在照片下方标注“国贼曹汝霖像”等字样，以此表达对曹汝霖的谴责。同时还刊登了北京急电“章宗祥伤重已死”的消息，并附有署名为“力子”的短评，题为“卖国贼之下场”，内容指出章宗祥的死亡。实际上，章宗祥并未死亡，5月7日，该报又刊登了“章宗祥尚不肯死”的专电，报道了章宗祥在日华同仁医院晕厥后复苏的消息。

五四运动爆发后，邵力子应邀前往上海学联在宁波路卡尔登西餐馆的茶会，呼吁上海各界罢工罢市，声援学生运动，随后《民国日报》即发表时评《快下个决心罢》，敦促社会各界罢工罢市斗争，支持学生罢课运动。受到《民国日报》以及其他报纸等相关文章鼓舞，6月初上海有近万人参加的罢工罢市斗争。《民国日报》密切关注五四运动在江苏的发展，并持续进行跟踪报道。当中国代表团拒签对德和约的消息传出后，报纸即刻发表了《吴江救国团致各专使电》，表达对拒签行动的支持和赞赏。随后，《民国日报》连续报道了江苏各地响应五四运动的活动，如金坛、宿迁、苏州、镇江、南通、徐州、淮安等地的学生游行、演讲、焚烧日货和抗议活动。
该报致力于宣传新文化运动，支持工人运动，因之多次受到租界当局的刁难，曾被巡捕房以“煽动人心、扰乱治安”为由起诉，而被会审公廨判决停刊整顿。还多次因报道并支持工人运动而被控涉讼，曾被要求“不准宣传过激主义”。1919年9月，上海《民国日报》因刊登《安福世系表之说明》一文，揭露了安福系的独裁和卖国行为，遭到指控“侮辱大总统及在职官员”。在随后的法律诉讼中，尽管律师进行了激烈的申辩，该报并未被判定有罪，但其经理邵力子和总编辑叶楚伧仍被处以各100元大洋的罚款。

### 北伐时期
1924年1月国民党一大召开，标志着第一次国共合作的开始。1924年中國國民黨第一次全國代表大會后，成为中国国民党中央委员会机关报，日出四大张。曾日销九千份，购阅者以学生及国民党员为主。同年2月7日，瞿秋白抵达上海，参与了国民党上海执行部和《民国日报》的改组工作。改组后，《民国日报》开始在政治上表现出鲜明的革命倾向，积极为国民党一大宣言、全国工人运动、反帝运动及拥护苏联运动进行辩护。这一做法引发了国民党右翼势力的猜疑和反对，一些人开始指责《民国日报》成为了共产党的喉舌，瞿秋白被质疑为“俄国共产党在国民党中的执行委员”。
叶楚伧在国民党一大上当选为中央执行委员，并很快担任中央宣传部长。孙中山逝世后，叶楚伧后来参加了西山会议，使得《民国日报》逐渐成为西山会议派的喉舌，报纸开始转变立场，刊登大量反共文章。发表了一系列有关西山会议的通电、文告、消息和社论，公开反对国共合作。国民党右翼势力逐渐壮大，导致国民党左派和共产党员在《民国日报》内部受到排挤。到1925年末，《民国日报》被国民党右翼的西山会议派完全控制。
1926年1月，国民党第二次全国代表大会通过决议，对该报负责人叶楚伧等加以处分，并责令其将该报“交出改组或完全改变态度”。广州国民党中央执委会宣布“该报为反动分子所盘踞，议论荒谬，大悖党义，派员查办”，断绝该报的经费补贴，致使该报于10月26日停刊整顿。11月7日该报复刊，宣布摆脱西山派控制，拥护孙中山以及广州国民政府，主张国民革命。1927年1月10日，因北伐开始后，为当时控制上海的孙传芳不容，该报再次停刊。3月21日，北伐军进抵上海，该报立即复刊，国民党上海特别市党部和国民革命军东路军指挥部宣布该报为机关报，成为国民党在上海建立的第一个新闻宣传机构。

### 清党反共
1927年四一二政变后，陈德微成为《民国日报》的总主笔，实际上掌控了该报的总负责人职务。上海《民国日报》转变为蒋介石领导的南京政府的宣传工具，通过发表如《拥护蒋总司令声》、《国民党员应信仰国民党的主义》、《工人纠察队缴械事件》等文章。1930年，他因组织的民意测验中“选举中国伟人”活动结果显示陈德微位列第一，蒋中正排在第二，这一结果使蒋中正非常不满。因此，1930年秋，陈德微被关押于南京。虽然后来得到吴敬恒的保释，但陈德微被降职，且被贬为永不得重用的地位。陈德微离开《民国日报》后，严慎予接替成为该报的主要负责人。在1927年至1932年这五年间，《民国日报》在政论表达上与南京政府高度统一，反苏、反共，并参与了反粤桂、反冯阎、反改组派的宣传。
1929年，复旦大学教授洪深在上海大光明影戏院观看美国电影《不怕死》后，在电影院内登台痛斥影片辱华，呼吁观众抵制，因此巡捕关押。获释后，洪深向法院提起诉讼，并在《民国日报》发文呼吁抵制，导致影片主演在美国报纸上向中国人民公开道歉，禁止该片在中国其他城市上映，并迫使大光明电影院公开向洪深道歉。

### 被迫关停

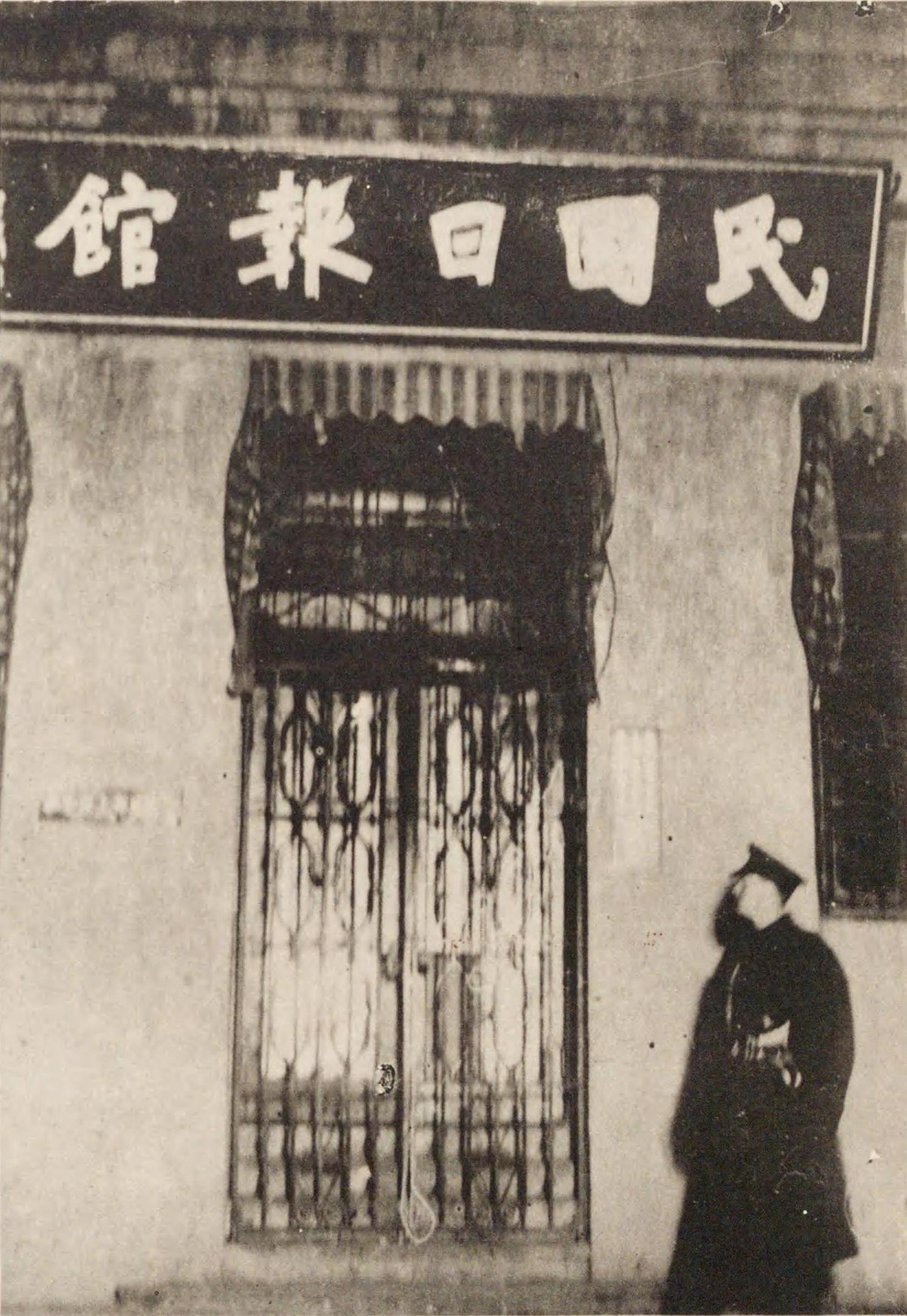
关闭后的民国日报馆

1932年1月8日，日本天皇在东京代代木视察军事演习时遭朝鲜人李泰昌手榴弹袭击，事件被《民国日报》报道，该报在报道韩国青年刺杀日本天皇未果之主标题之下，标有“不幸仅炸副车”字样，日人认为该报意在侮辱天皇，大为不满，日驻沪领事多次就此向中国方面提出交涉，要求严加惩处，并赔礼道歉。面对日方的恫吓和国民政府的压力，《民国日报》最终决定接受日方要求，并派报社负责人亲自到日本海军陆战队作口头与书面道歉。日方宣称拒绝接受道歉，提出必须关闭《民国日报》，并且威胁上海公共租界工部局，如果工部局对该报不加处置，陆战队则将工部局予以关闭，工部局在华人董事缺席的情况下召开董事会，决定封闭民国日报馆。27日，中国政府因按照日本要求将《民國日報》停刊，外交部長陳友仁與孫科均辭職:33。28日，一·二八事變爆发，日軍入侵上海。29日，日本政府发表政府声明，声称事件是由中国的排日运动引起的，并特别提到《民国日报》刊登了对日本皇室不敬的消息作为侵战的借口之一。

### 战后复刊
1932年3月19日，淞沪抗战结束。5月4日，改为《民报》重新出版，以叶楚伧为后台，中国国民党中央宣传部给予津贴，1937年11月25日因上海沦陷停刊。
1945年10月6日，经国民党中宣部批准，上海《民国日报》于抗日战争胜利后复刊。仍用《民国日报》报名，日出对开一张（初为对开半张，后为一大张）。当时，原主笔袁业枪在中央银行任职，被临时借用参与报纸的筹备，与葛润斋共同负责。复刊时，报社位于河南北路，社长先由胡朴安担任，后由叶化平代理。编委包括葛润斋、主笔管际安和经理叶季平等人。《民国日报》的副刊《觉悟》由徐蔚南主编，旨在团结青年读者。报纸内容方面，与前期相比有很大变化，新闻言论多按宣传指示处理。此时期，许多地方的国民党党报都曾以《民国日报》命名，但后来被《中央日报》取代。叶楚伦在南京中央已处于闲散状态，仅保持元老声望。复刊初期，由于《申报》《新闻报》在整顿中，《民国日报》还能勉强维持。进入1946年后，报纸难以维持，销量不满千份，常在借贷中度日。至1947年1月31日宣告终刊。

## 〈觉悟〉副刊
因国民党左派在《民国日报》内与总编辑叶楚枪存在分歧，因此争取独立出版副刊〈觉悟〉来宣传新思想，同时抵制《时事新报》副刊〈学灯〉对青年的影响。
1919年6月16日，〈觉悟〉发刊，由邵力子主编，陈望道助编，内容比正刊更为激进，包括马克思主义文章和杜威、罗素等人的讲演和译文。〈觉悟〉在五一劳动节发行纪念特刊。刊登了大量群众来稿，尤其是青年学生、店员和工人的稿件，并参与社会主义的传播，与张东荪关于问题与主义展开论战。1920年，上海共产主义小组成立后，其成员邵力子、陈望道继续负责编辑〈觉悟〉，宣传马克思主义、社会主义。
从创刊到1924年，版式经过几次变化，内容和栏目也随之增减，包括评论、讲演、选录、译述等专栏。〈觉悟〉与《时事新报》副刊〈学灯〉、《晨报》新副刊和《京报》副刊并称为新文化运动中的四大副刊。〈觉悟〉的发行量在最高时达到几万份。副刊内容还包括男女平等、妇女解放、马克思列宁主义等内容。
从1925年6月开始，〈觉悟〉副刊很少刊登共产党人的文章。1925年7月，《民国日报》开始刊登戴季陶的《孙文主义的哲学基础》，12月开始出现周佛海等人的反共文章，〈觉悟〉的政治立场开始转向。1925年12月西山会议后，《民国日报》被叶楚伧等国民党右派控制，〈觉悟〉因此右倾，逐渐失去影响力。

## 报社运营
创刊时，报馆位于上海法租界天主堂街59号。1917年2月16日，从法租界天主堂街迁至公共租界棋盘街和河南路交界处。当时，报社刊登了〈本报迁移大扩张〉的广告，宣布自某月某日起革新内容，增加材料，并附赠精印画报一大张作为纪念。1918年9月5日，由于社址不敷应用，报社再次迁移到河南路12、13号。1921年5月，随着孙中山在广东就任中华民国非常大总统，《民国日报》扩充，购置轮转机和新增字模，因此报社又迁至山东路D163号的新址。《民国日报》的社址在1926年12月曾短暂迁至爱多亚路151号，1928年12月又迁至山东路202号，直到1937年淞沪抗战爆发。
《民国日报》改报馆经理包揽大权之先例，首创总编辑负责制，对报刊运营进行负责。《民国日报》经费拮据，是有名的穷报，邵力子等人经常用复旦大学给个人的薪水支持报社运营，并借债维持。1920年，因经常拖欠稿费，《民国日报》遭各通讯社停发稿件。邵力子曾利用访问《申报》编辑部的机会，记住桌上电讯稿内容，回报社复述，勉强维持电讯版；于是，《申报》编辑部故意放置假电讯稿，致使邵力子被戏弄。1921年冬，报社急需纸张却无法赊购，职工尝试空手而回。邵力子等人不得已用旧皮袍子抵押换取现金购买纸张，以确保报纸能够如期印刷，在同业及亲友中引起了广泛讨论。

## 各地版本
自上海版创办后，先后创立上海版、杭州版、福建版、广州版、山东版、甘肃版、江西版、云南版、南宁版、湖南版、宁波版、北京版、天津版、琼崖版、绥远版、南京新报版、中山版、河南版、青海版、宁夏版、梧州版、赣南版、河北版、九江版、察省版、绍兴版、潮安版、黎川版、汉口版、梅县版、两阳版、赣东版、高州版、台山版、岭东版、嘉区版、四邑版、成都版。在全国四十多个城市出版发行。各版本中，《广州民国日报》和《汉口民国日报》一度成为国民党中央报纸，但均因存续时间不长，故实际影响难及沪版《民国日报》。